# Morenosaurus stocki
Il morenosauro (Morenosaurus stocki) è un rettile marino estinto, appartenente ai plesiosauri. Visse alla fine del Cretaceo superiore (Maastrichtiano, circa 70 milioni di anni fa) e i suoi resti sono stati ritrovati nella Contea di Fresno, in California. Questo animale non deve essere confuso con un altro plesiosauro dal nome simile, Muraenosaurus.

## Descrizione
Di grandi dimensioni (la lunghezza doveva superare gli otto metri), questo animale possedeva la tipica struttura dei plesiosauri: le zampe erano trasformate in strutture appiattite simili a pinne, e il corpo era largo e piatto; il collo era notevolmente allungato ed era dotato di 47 vertebre cervicali, che consentivano al morenosauro una notevole flessibilità. Rispetto ai suoi più stretti parenti (gli elasmosauridi), il morenosauro possedeva un collo relativamente corto: forme come Elasmosaurus, infatti, possedevano un collo formato da 70 vertebre.

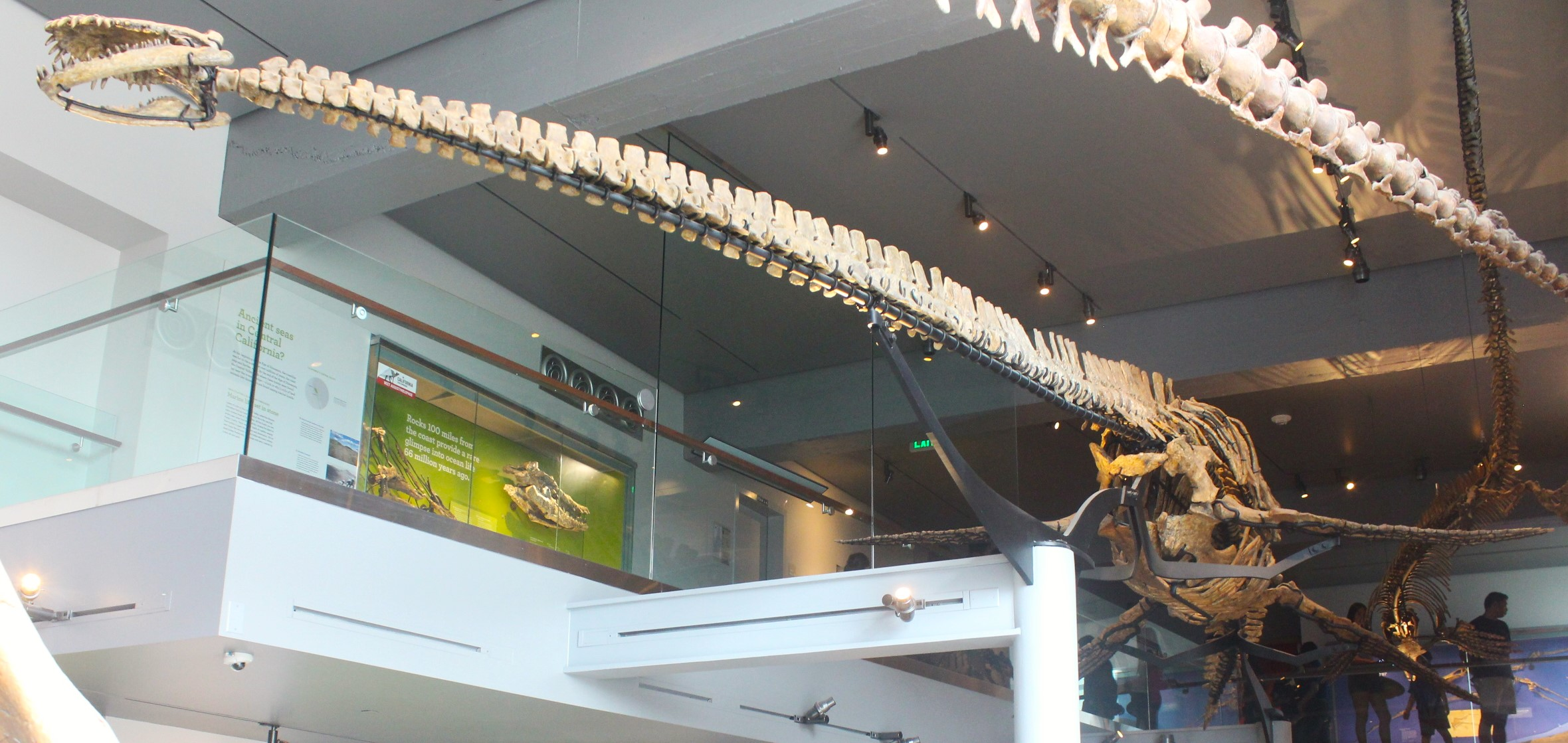
Scheletro ricostruito di Morenosaurus stocki

## Paleoecologia
Questo animale era indubbiamente un predatore marino, uno degli ultimi plesiosauri noti. Il collo lungo veniva utilizzato per arpionare i pesci, che costituivano gran parte della dieta del morenosauro. La forma delle pagaie e il grande sviluppo di omero e femore indicano che il morenosauro era un predatore attivo, al contrario della maggior parte degli elasmosauri, che preferivano una caccia d'agguato. Nello stesso giacimento è stato rinvenuto un altro elasmosauride, Aphrosaurus, dal collo più lungo ma dal nuoto meno attivo.